# Aloe officinalis
Aloe officinalis é uma espécie de liliopsida do gênero Aloe, pertencente à família Asphodelaceae.